# Cosmologia

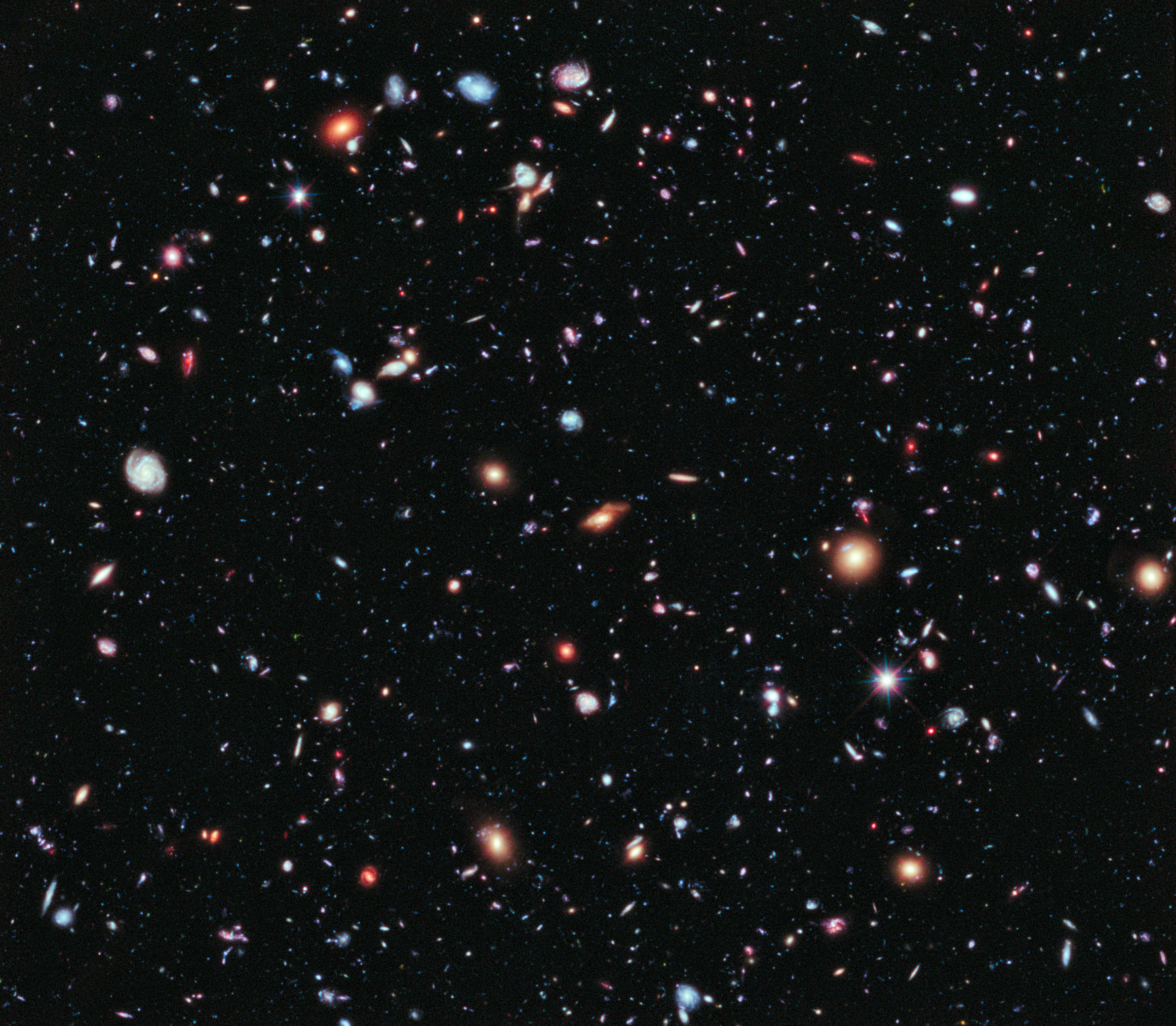
O Hubble eXtreme Deep Field (XDF) foi concluído em setembro de 2012 e mostra as galáxias mais distantes já fotografadas naquela época. Exceto pelas poucas estrelas em primeiro plano (que são brilhantes e facilmente reconhecíveis porque somente elas têm picos de difração), cada partícula de luz na foto é uma galáxia individual, algumas delas com até 13,2 bilhões de anos; estima-se que o universo observável contenha mais de 2 trilhões de galáxias.

Cosmologia (em grego clássico: κόσμος; romaniz.: cosmos – trad.: “o universo, o mundo”) é um ramo da física e da metafísica que trata da natureza do universo, o cosmo. O termo cosmologia foi usado pela primeira vez em inglês em 1656 na Glossografia de Thomas Blount, e em 1731 retomado em latim pelo filósofo alemão Christian Wolff em Cosmologia Generalis. A cosmologia religiosa ou mitológica é um corpo de crenças baseadas na literatura mitológica, religiosa e esotérica e nas tradições dos mitos da criação e escatologia. Na ciência da astronomia, a cosmologia se preocupa com o estudo da cronologia do universo.
Cosmologia física é o estudo da origem do universo observável, suas estruturas e dinâmicas em larga escala e o derradeiro destino do universo, incluindo as leis da ciência que governam essas áreas. É investigada por cientistas, incluindo astrônomos e físicos, bem como filósofos, como metafísicos, filósofos da física e filósofos do espaço e do tempo. Devido a esse escopo compartilhado com a filosofia, as teorias em cosmologia física podem incluir proposições científicas e não científicas e podem depender de suposições que não podem ser testadas. A cosmologia física é um sub-ramo da astronomia que se preocupa com o universo como um todo. A cosmologia física moderna é dominada pela teoria do Big Bang, que tenta reunir astronomia observacional e física de partículas; mais especificamente, uma parametrização padrão do Big Bang com matéria escura e energia escura, conhecida como modelo Lambda-CDM.
O astrofísico teórico David Spergel descreveu a cosmologia como uma "ciência histórica" porque "quando olhamos para o espaço, olhamos para trás no tempo" devido à natureza finita da velocidade da luz.

## Galileu Galilei

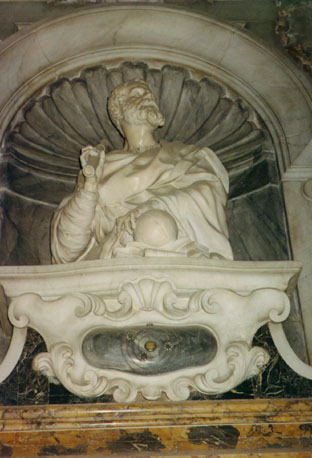
Túmulo de Galileu, Santa Croce, Florença.

Galileu Galilei, na primeira metade do século XVII, reforçou a teoria heliocêntrica com o uso do recém-inventado telescópio, pois viu que a Via Láctea é formada por milhares de milhões de estrelas ao invés de nuvens, observou as manchas solares, mapeou as crateras e montanhas na Lua, descobriu a existência de satélites naturais ao redor de Júpiter, além de observar Saturno e os seus anéis.
Quando passou a defender o heliocentrismo como uma verdade literal, isso lhe rendeu muitos problemas com a Igreja Católica, que, por razões principalmente teológicas, mas também por não ter havido ainda comprovação cabal do novo modelo, insistia que Galileu tratasse o heliocentrismo apenas como uma hipótese.
Em 1615, Galileu escreveu uma carta para a grã-duquesa Cristina da Holanda dizendo: "(sic)... há alguns anos, como sabe sua Alteza, vi no céu muitas coisas que nunca ninguém viu até então. A novidade e as consequências se seguiram em contradição com as noções físicas comummente sustentadas entre académicos e filósofos que se voltaram contra mim um número grande de professores e eclesiásticos como se eu tivesse colocado as coisas no firmamento com as minhas próprias mãos para alterar a natureza e destruir a ciência e o conhecimento. Esquecem-se pois, que as verdades a crescer estimulam as descobertas e as investigações estabelecendo assim o crescimento das artes..."
Em 1633, Galileu foi a julgamento e terminou oficialmente condenado por "grave suspeita de crime de heresia", ficando oito anos em prisão domiciliária próximo a Florença, onde veio a morrer. Em 1979 o Papa João Paulo II, 346 anos depois da condenação, ilibou-o do julgamento executado pela Inquisição.

### Fé e Ciência
Com a teoria do heliocentrismo, Galileu tornou-se a única pessoa já condenada pela Inquisição por ter defendido teses estritamente científicas e, por isso, é um exemplo muito citado em debates que falem de "fé versus ciência". Entretanto, este evento envolve elementos muito mais complexos do que simplesmente uma controvérsia entre estes dois modos de ver o mundo. Há historiadores e cientistas que dedicam toda a sua carreira a analisar apenas este ponto da história para tentar entendê-lo em todas as suas dimensões.

## O Universo em expansão

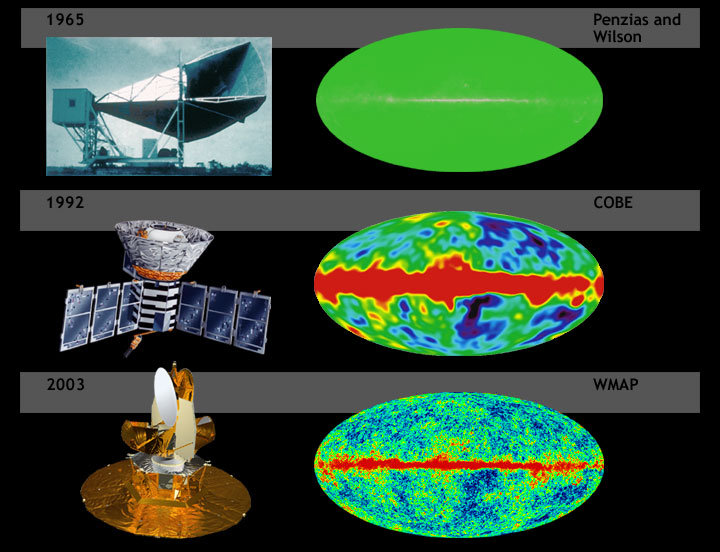
Medidas da radiação cósmica de fundo em micro-ondas e os radiotelescópios utilizados para medi-la.

Em 1917 o astrônomo holandês Willem de Sitter desenvolveu um modelo não estático do Universo. A teoria segundo a qual o universo está em expansão, formulada na década de 1920, acabou por constituir a moderna base da cosmologia. Em 1922 o modelo do universo em expansão foi adotado pelo matemático russo Alexander Friedmann.
Em 1927 o físico e sacerdote belga Georges Lemaître propôs um modelo de universo em expansão sem idade definida. Este modelo recebeu suporte do inglês Arthur Eddington, e ficou conhecido como modelo de Lemaître-Eddington. Em 1931, Lemaître propôs um novo modelo, com um começo no tempo, que ficou conhecido como modelo do átomo primordial, um dos precussores da teoria do Big Bang.
Em 1929, o astrônomo estadunidense Edwin Hubble publicou um trabalho científico no qual mostrava que as demais galáxias do universo (na época chamadas de nebulosas) estavam, em média, se distanciando de nós, e com uma velocidade proporcional à distância de nós até elas. Essa velocidade radial, igual em todas as direções, indicava que o universo estava, de fato, em expansão. Em 1948, o físico russo George Gamow mostrou que a teoria de universo em expansão poderia explicar as elevadas abundâncias dos elementos químicos hidrogênio e hélio no universo (cerca de 75% da matéria visível no universo é constituída de hidrogênio e 25% de hélio. Os demais elementos contribuem com menos de 1% no total): no início do universo, a alta densidade e temperatura propiciavam a fusão nuclear. Entretanto, a expansão do universo levou ao seu esfriamento e consequente término dessas reações, de forma que apenas os elementos químicos leves (de baixo número atômico) foram formados. Gamow previu também, baseado nesse modelo, a existência de uma radiação isotrópica e de espectro bem definido que teria se originado há bilhões de anos atrás, numa época próxima ao início do universo.
Em 1965, essa radiação foi observada, por acidente, por Arno Penzias e Robert Woodrow Wilson. Diversas observações científicas foram então realizadas para se certificar de sua existência e das características que comprovariam sua origem há bilhões de anos atrás. Uma das observações mais famosas foi realizada pelo satélite COBE, lançado em 1989. Essas observações confirmaram sua baixa temperatura (de 2,725 K) e seu espectro de corpo negro, características básicas da radiação prevista por Gamow e fruto do universo em expansão. A teoria do Big Bang previa que a energia residual do início do universo, hoje teria uma temperatura entre 5 K e 10 K (Kelvin) e poderia ser observada de qualquer região.  Essas observações, aliadas às sobre a velocidade radial das galáxias e a composição do universo deram suporte para a teoria do universo em expansão, atualmente amplamente aceita pela comunidade científica.

## Novos constituintes do universo
Além da questão da expansão do universo, começaram a surgir, a partir de 1933, observações astronômicas que indicavam que a quantidade de matéria visível em galáxias era bem menor que a quantidade de matéria necessária para gerar os efeitos gravitacionais observados. Em 1978, por exemplo, Sandra Faber publicou um trabalho no qual mostra que a velocidade de rotação de galáxias espirais corresponde a uma concentração de massa maior do que a inferida por observações da luz emitida pela galáxia. Esse problema ficou conhecido como problema da massa faltante. O acúmulo de observações de naturezas variadas que indicavam a existência dessa matéria invisível afastou a possibilidade das teorias de gravitação estarem erradas e reforçou a possibilidade de existência de um tipo de matéria desconhecido que não participa das interações fortes nem das eletromagnéticas. A essa matéria foi dada o nome de matéria escura. Observações atuais indicam que, de toda a matéria existente no universo, cerca de 90% deve ser matéria escura. A matéria atualmente conhecida pela física compõem cerca de 10% da matéria do universo.
Em 1998, observações da magnitude aparente e do desvio para o vermelho de supernovas começaram a indicar que o universo não só está em expansão como está em expansão acelerada, ou seja, sua expansão está sendo cada vez mais rápida. Como forma de explicar essa aceleração, os cientistas têm como hipótese a existência de um outro tipo de energia desconhecida, chamada energia escura, que poderia atuar como uma "força antigravidade". O efeito de aceleração da expansão do universo também pode ser explicado com a introdução da constante cosmológica proposta por Albert Einstein muitos anos antes. Observações atuais das anisotropias da radiação cósmica de fundo em micro-ondas (realizadas pelo satélite WMAP, por exemplo), indicam que aproximadamente 74% da densidade atual do universo é composta pela energia escura, 22% por matéria escura e apenas 4% pela matéria conhecida, composta por bárions e léptons.
Acredita-se na energia total zero do Universo, quando se inclui no cômputo a energia negativa do campo gravitacional. M.S.Berman também afirma que a densidade total de energia do Universo, quando computada a densidade negativa do campo gravitacional, é zero, o que mostra que não é infinita essa densidade no instante inicial, resolvendo assim o problema da singularidade inicial.

## O futuro da cosmologia

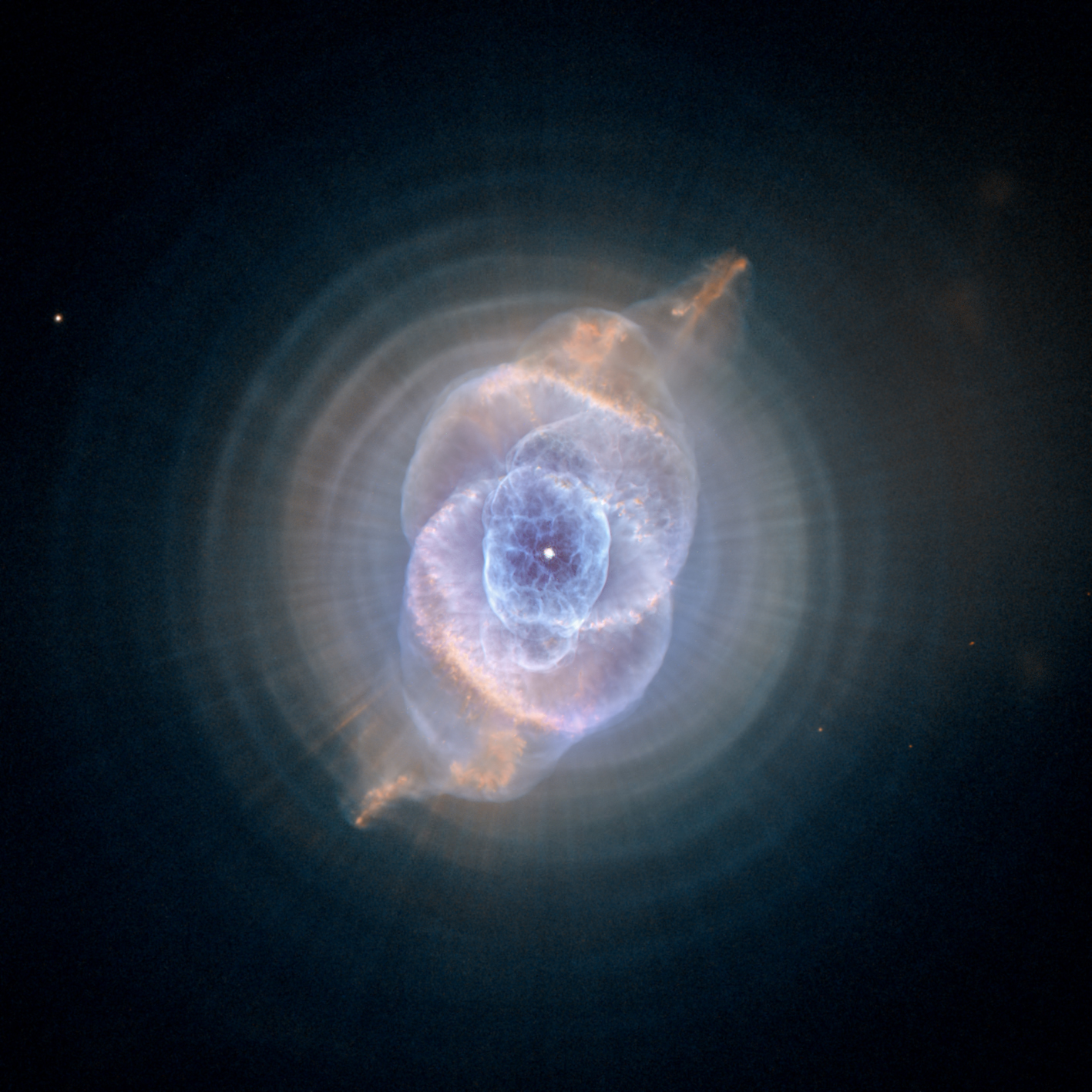
Nebulosa Olho de Gato.

A cosmologia associada a outros ramos de pesquisa, como a informática e eletrônica, está cada vez mais aumentando seu nível de complexidade.
Com o advento do avanço das ciências de computação e a união de engenharias das mais diversas, existem estudos para a construção de um supercomputador interligado a outros espalhados pelo planeta onde se possa construir um universo virtual e se observar sua dinâmica.
Muitas Universidades no mundo estão empenhadas no projeto do Universo virtual que poderá ser o grande passo para a pesquisa cosmológica do século XXI.
Em abril de 2011, utilizando uma incerteza de Heisenberg persistente, relacionada à posição primordial de uma origem comóvel, Armando V.D.B. Assis (um físico brasileiro) publicou uma solução para as equações de campo de Einstein, dentro do contexto cosmológico, fornecendo uma temperatura de zero absoluto para o universo primordial: "On the Cold Big bang Cosmology". Recentemente, o mesmo autor publicou uma demonstração em que a incerteza de Heisenberg persistente que levara a uma temperatura de zero absoluto para o universo primordial advém de um critério de quantização para a energia.